# Birger Slotte
Birger Andreas Slotte, född 7 oktober 1900 i Gamlakarleby, död 29 april 1983 i Helsingfors, var en finländsk båtkonstruktör och skeppsbyggnadsingenjör.
Slotte ritade ett flertal båtar för R-regeln, finska särklass A-båtar och Havskryssare. Han studerade båtkonstruktion i Charlottenburg i Tyskland och praktiserade på ett flertal varv i Finland, Tyskland och Nederländerna. Slotte var anställd på Crichtons och Wärtsiläs varv samt Det Norske Veritas. Han var medlem av Helsingfors Segelsällskap.

## Segelbåtar ritade av Slotte
| Båt                            | Klass            | Segelnr. | Byggd | Längd | Ägare                                               | Segelsällskap | Båtvarv            |
| ------------------------------ | ---------------- | -------- | ----- | ----- | --------------------------------------------------- | ------------- | ------------------ |
| Vågspel                        | 8mR              | FIN 6    | 1943  | 14,99 | Kim Weckström                                       | HSS           | Wilenius båtvarv   |
| Irma                           | 6mR              | FIN 3    | 1943  | 12,30 | Juha Paananen & Marjo Jäppinen                      | HSS           | Wilenius båtvarv   |
| Why Not                        | 5m               | L 3      | 1936  | 9,20  | Team Why Not                                        | HSS           | Jakobstads båtvarv |
| Boogi-Woogi                    | A-vene           | NA       | 1946  | NA    | NA                                                  | NA            | NA                 |
| Gunilla                        | Finsk Särklass A | FIN 18   | 1946  | NA    | Santeri Muoniovaara                                 | VP            | NA                 |
| Maria-Josefin                  | Ö8               | NA       | 1947  | NA    | NA                                                  | NA            | NA                 |
| Katarina II                    | Ö8               | NA       | 1947  | NA    | NA                                                  | NA            | NA                 |
| Aqua Via                       | KR               | NA       | 1947  | 11,29 | Juha Wallenlid                                      | NA            | Åbo Båtvarf        |
| Moshulu                        | Ö8               | L 13     | 1948  | 12,30 | Edgar Erikson S Palmgren & M Kulmavuori (från 2019) | Sindbad       | Wilenius båtvarv   |
| Keep Trust, fd. Hawaij, Nakita | Ö10              | L 1      | 1947  | 14,80 | Eric Knight                                         | NA            | Jakobstads båtvarv |